# Forêt usagère

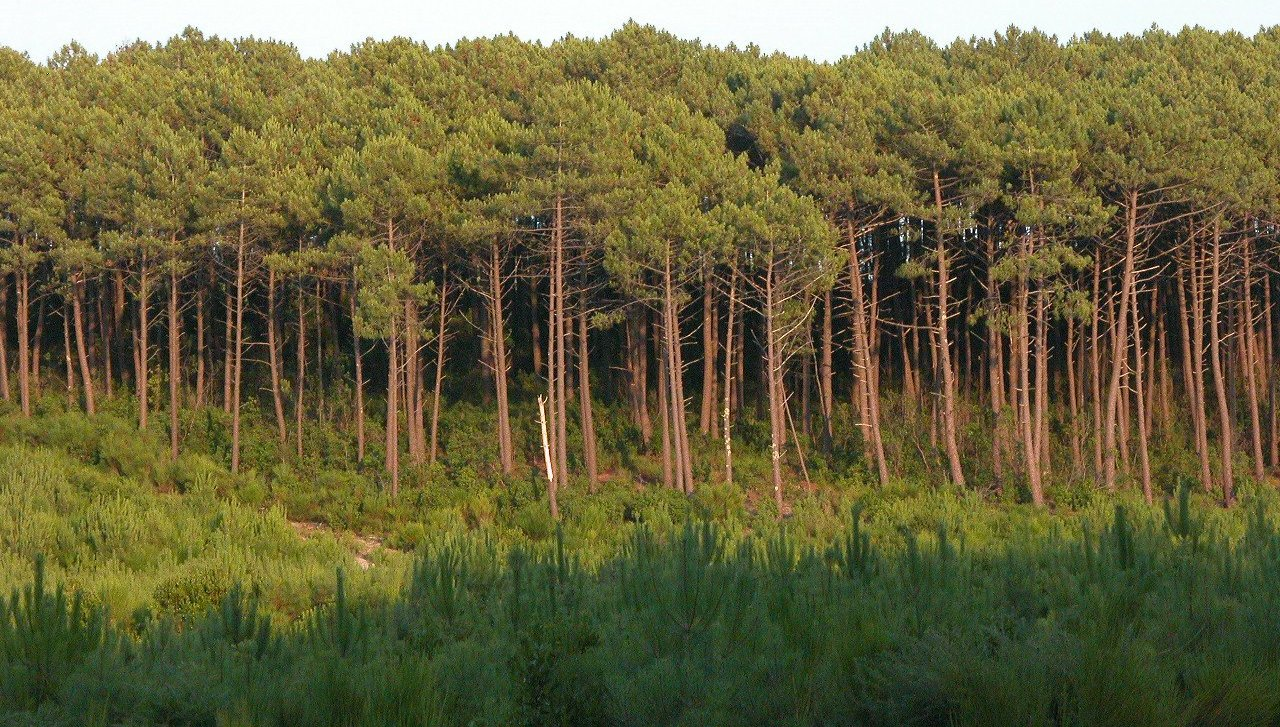
Des pins de la forêt usagère de La Teste-de-Buch.

Une forêt usagère est une forêt « grevée de servitudes assumées par les propriétaires privés des parcelles qui la constituent au profit d’usagers. » Il a existé de nombreuses forêts usagères en France, dans les Vosges, qui ont compté le plus grand nombre de communes usagères, ou dans les Landes de Gascogne (à Arcachon, La Teste-de-Buch et Biscarrosse).
La forêt de La Teste-de-Buch est la seule, aujourd'hui, à bénéficier encore de ce statut. Elle est en partie ravagée par un incendie en juillet 2022.

## Le cantonnement des droits d’usage
Les droits d’usage en forêt, tels que les droits à pâturage, droits de bois de chauffage, voire aussi bois de construction, grevant lourdement la gestion des forêts domaniales, furent éteints par des opérations dites de « cantonnement ». Elles consistent à donner en toute propriété à une collectivité un canton de forêt, en échange des droits d’usage qu’elle exerçait sur l’ensemble du massif.
Sous le Second Empire, le cantonnement des droits d’usage fut intensifié, le rythme annuel étant de l’ordre de 120 par an en moyenne. En Moselle, comme dans la commune de Dabo, où ils étaient très importants, il y eut des résistances, allant jusqu’à des manifestations d’opposants qui incendièrent en 1859 le siège de l’Inspection des forêts d’Abreschwiller. Au total ces cantonnements donnèrent naissance à 57 000 hectares de forêts communales nouvelles situées à la périphérie des massifs domaniaux.

## Forêt usagère des Landes de Gascogne

### La Teste-de-Buch

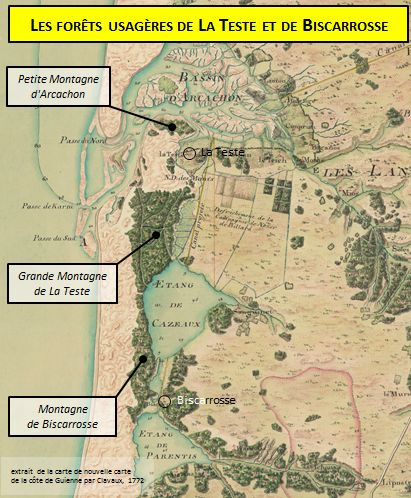
Forêts usagères de la côte de Guyenne en 1772.

La forêt usagère de La Teste appelée aussi « Grande Montagne de La Teste » s'étend sur environ 3 800 hectares au cœur de la commune. Il s'agit d'une des rares forêts naturelles des Landes de Gascogne. Exploitée pour sa résine depuis plus de 2 000 ans, cette forêt de dunes n'a pas été gérée dans le cadre de la sylviculture landaise conventionnelle, ce qui lui donne un visage particulier, rare dans la forêt landaise.
Les habitants résidant depuis plus de dix ans dans les communes de Gujan-Mestras et de La Teste-de-Buch (le bourg, Cazaux, le Pyla) et certaines parties d'Arcachon avaient le droit de demander aux syndics du « pin vif » (ou pin vert) pour la construction de maisons. Les usagers pouvaient prélever eux-mêmes du « bois mort naturellement sec abattu ou à abattre » (exclusivement) pour leur chauffage (transactions de 1468, 1604, 1746 et 1759).
Depuis quelques décennies, les modes de construction ayant évolué la demande en bois d'œuvre a diminué fortement. Toutefois les nouvelles orientations : construction de maison en bois, bois de chauffage, nouvel intérêt pour la résine naturelle font apparaître un regain de la pratique des droits d'usage. Des manifestations festives et pittoresques symbolisent la mémoire de ces droits. Célèbre parmi les juristes aquitains, la forêt a engendré de nombreux conflits entre les propriétaires dits « ayants-pins » et les usagers.

#### Histoire

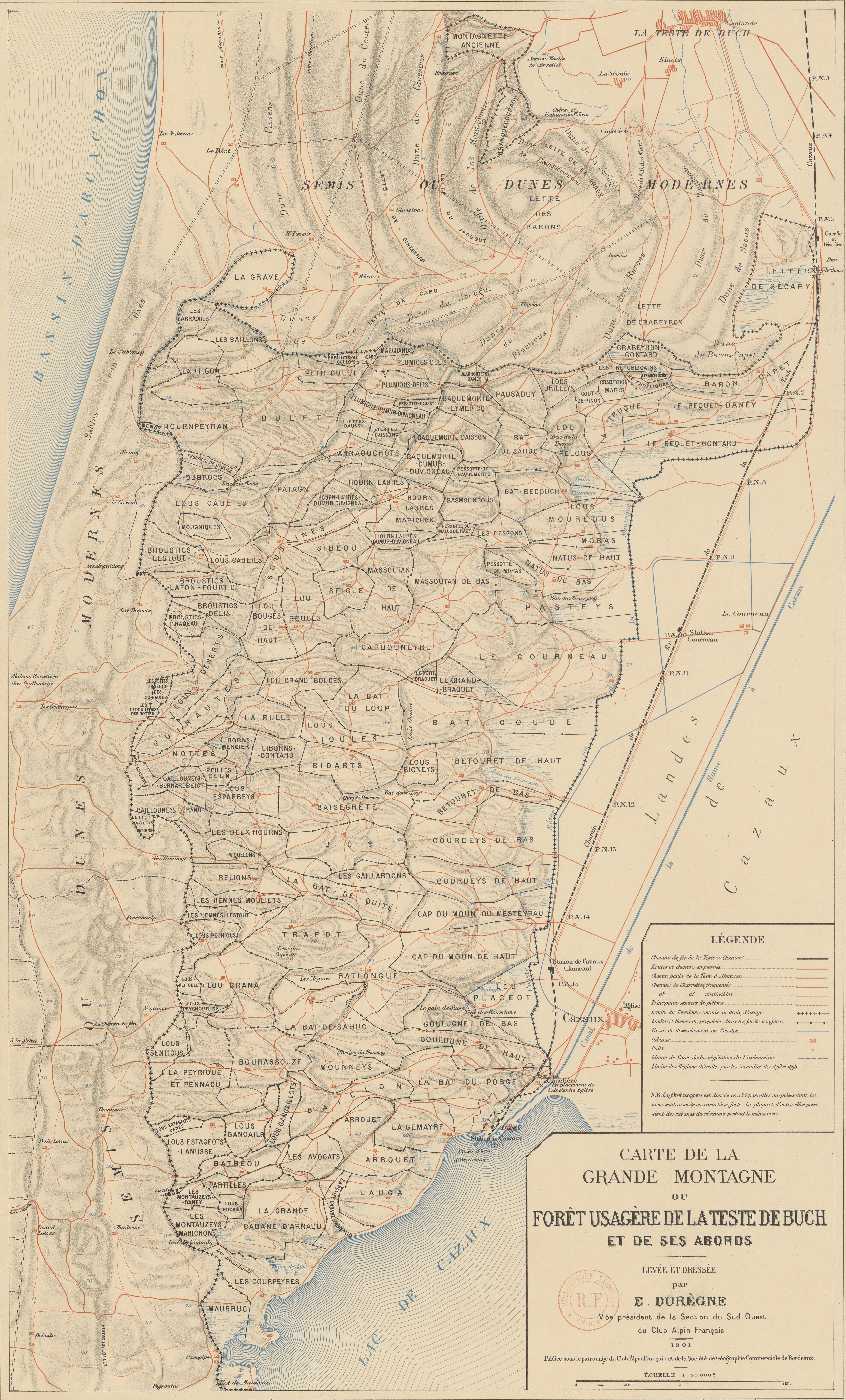
Carte de la forêt usagère de la Teste du Buch en 1901.

Ce statut fut officialisé au XVe siècle. Les paroissiens de La Teste, Cazaux et de Gujan (aujourd'hui Gujan-Mestras) supplièrent le Captal de l'époque : Jean de Foix-Grailly, de leur donner l'usage de la forêt testerine notamment pour récolter la gemme dont ils tiraient la plus grande ressource. Ainsi la baillette de 1468 reconnaît aux habitants le droit de pratiquer le gemmage (moyennant une redevance : le gemmayre), de ramasser le bois mort naturellement pour le chauffage et de couper du bois vert pour construire, avec la permission du Captal.
Les habitants sont répartis en deux catégories : les « ayants-pins », qui ont fait de l’extraction de la résine leur activité principale en se partageant la forêt en parcelles, mais n’ayant pas l’entière propriété de la forêt, et les « non-ayants-pins » correspondant au reste de la population qui conservait un droit de pacage, de panage et de prélever du bois mort et vert. Un syndic assure le contrôle et délivre les droits de coupe. Les relations entre propriétaires et usagers ont toujours été difficiles. De fait, pour pouvoir jouir de leurs biens, certains propriétaires se sont lancés dans une procédure judiciaire dite de cantonnement, visant à défaire la forêt du droit d’usage.
Un timide commerce de la résine extraite permet l'enrichissement de quelques marchands. Le statut de la forêt fut menacé à plusieurs reprises : 
- en 1535, Gaston de Foix, Captal de Buch, n'accepte pas de reconduire les droits d'usage, à moins de se voir verser une forte somme d'argent ;
- il y eut des difficultés également en 1587 avec le duc d'Épernon, également Captal de Buch ;
- en 1604, une transaction confirma les droits acquis, moyennant augmentation du droit gemmaire et versement de 1 200 livres au Captal ;
- les transactions de 1604 et 1645 formulent précisément les droits accordés aux habitants. Ils vont tous dans le sens de la préservation du massif, le droit d'usage doit se pratiquer en « bon père de famille », en évitant de dégrader la forêt et en choisissant soigneusement les pins à abattre avec des officiers du Captal. De plus, les usagers doivent combattre les incendies ;
- le Captal Amanieu de Ruat, au XVIIIe siècle cède la propriété « utile » aux ayants-pins, charge à eux d'assumer la servitude due aux usagers ;
- en faits, le droit d'usage devient difficile à pratiquer. Une transaction, en 1759, entre propriétaires et usagers rétablit l'équilibre au profit de ces derniers ;
- à la Révolution, une partie des Testerins revendique le caractère communautaire de la forêt usagère. Le tribunal arbitral du 8 fructidor an II (25 août 1794) les déboute et confirme la propriété privée des parcelles. La servitude de l'usage reste en vigueur.

Dégâts de l'incendie de juillet 2022.

En juillet 2022, la forêt est presque entièrement détruite par un incendie,, ce qui soulève un débat sur son mode de gestion original.

#### Originalités de la forêt testerine
Depuis la fin du gemmage la forêt n'est plus exploitée pour sa gemme, et elle n'est plus entretenue : les résiniers qui passant de pin en pin accomplissaient leur besogne, nettoyaient le sous-bois et y faisaient paître quelques bêtes. Ce massif forestier, très riche en flore et en faune abrite un écosystème précieux mais fragile. Sur de vieux pins restent visibles les cicatrices du travail de ces gemmeurs qui, de génération en génération, ont exploité cette forêt pendant plus de 2 000 ans. Certains arbres ont tellement été « résinés » que les bourrelets de cicatrisations ont provoqué un élargissement important de la base du tronc. On appelle ces pins des « pins-bouteilles » en raison de leur forme singulière.
Habitée de mémoire d'homme, la « Grande Montagne » de la Teste de Buch est riche d'une toponymie dans laquelle on peut lire :
- son (et ses) histoire(s), par exemple « Baquemorte, Baron Capet, Républicains… » ;
- sa topologie, par exemple « Lèdes et Lettes, Bat, Truc, Braou, Lauga, Déserts… » ;
- les métiers traditionnels, par exemple « Carbouneyre, Hourn, lous Negues, Gemeyre, Tioules, Gangaillots… » ;
- les noms et chaffres (surnoms) de ses propriétaires passés, par exemple « Daney, Montauzey, Liborns, Crabey, Dubrocq… ».

### Arcachon
La forêt d’Arcachon ou « Petite Montagne d’Arcachon » a été détaché de la « Grande Montagne de La Teste » au cours des XVIIe et XVIIIe siècles à cause de l’avancée des dunes modernes. À partir de 1823, ce massif forestier ayant été dénaturé par de multiples constructions côtières et son statut de forêt usagère étant devenu obsolète, conduisit le conseil municipal de La Teste à y mettre fin le 10 novembre 1853.
Aujourd'hui cantonnée, elle est entièrement privée, sans droit d'usage.

### Biscarrosse
Ce territoire, dit de « La Montagne » d'environ 1 000 hectares, sur la paroisse de Biscarrosse est hérité d'une histoire lointaine. En 1277, le futur Édouard II, prince d'Aquitaine et de Galles, accorda le droit au biscarrossais de « paduenter leur bestial gros et menu, de faire cabane et faire ardoise, de faire gomme et résine, de semer bled, de planter vigne...». En 1468, ces droits d'usage furent confirmés par le roi Charles VIII, Henri II, Louis XIII, Louis XIV firent de même, ce qui n'était pas du goût des seigneurs locaux.
Une transaction de 1680 réglementa clairement les droits d'usages. Les usagers ont droit, entre autres, de couper du bois vert pour les bâtisses, prendre du bois sec et du bois mort pour le chauffage. Ici comme à La Teste, les habitants étaient divisés en deux catégories : les « ayants-pins », propriétaires des parcelles, et les « non-ayants-pins », simples usagers.
Aujourd'hui cantonnée, elle est en grande partie privée mais aussi dans une moindre mesure communale sur 370 hectares, la mairie gérant la forêt pour maintenir une sorte d'usage au bénéfice des habitants.

### Radio
- « Série "Histoires de forêts". Épisode 2/4 : Aux racines des Landes, un pin c’est tout ! », France Culture, Le Cours de l'histoire, le 30 août 2022
- « Landes : leçons écologiques des incendies », France Culture, Les Enjeux territoriaux, le 31 août 2022